# Veronica franciscana
Veronica franciscana är en grobladsväxtart som först beskrevs av Alice Eastwood, och fick sitt nu gällande namn av Howell, Raven och Rubtzoff. Veronica franciscana ingår i släktet veronikor, och familjen grobladsväxter. Inga underarter finns listade i Catalogue of Life.